# Geneva (Nebraska)
Geneva település az Amerikai Egyesült Államok Nebraska államában, Fillmore megyében, melynek megyeszékhelye is. Lakosainak száma 2136 fő (2020. április 1.).

## Történelem
A várost 1871-ben alapították. Nevét a svájci Genf után kapta, elképzelhető, hogy a New York megyei Geneva település közvetítésével. 1872-ben hivatalosan is bejegyezték.

## Közigazgatás
A városban hat tagból álló városi tanács működik. A polgármester 2018 óta Eric Kamler.

## Népesség
A 2020-as népszámláláskor 838 háztartás volt a településen. A 2217 fős népességnek jelentős része, 1981 fő fehér.
A település népességének változása:

| 2010 | 2 217 |
| 2020 | 2 136 |

## Oktatás
A városban állami közép- és általános iskola is található. Az általános iskola 1963-ban nyitotta meg kapuit, és több 200 tanulóval rendelkezik.
A diplomások aránya az állami átlag alatt van, mindössze 27,8%.

## A város nevezetes szülöttei
- Robert B. Wilson, Nobel-díjas közgazdász[11]
- Kate Barnard, az első állami tisztségviselőnek választott nő Oklahoma államban[12]

## Galéria

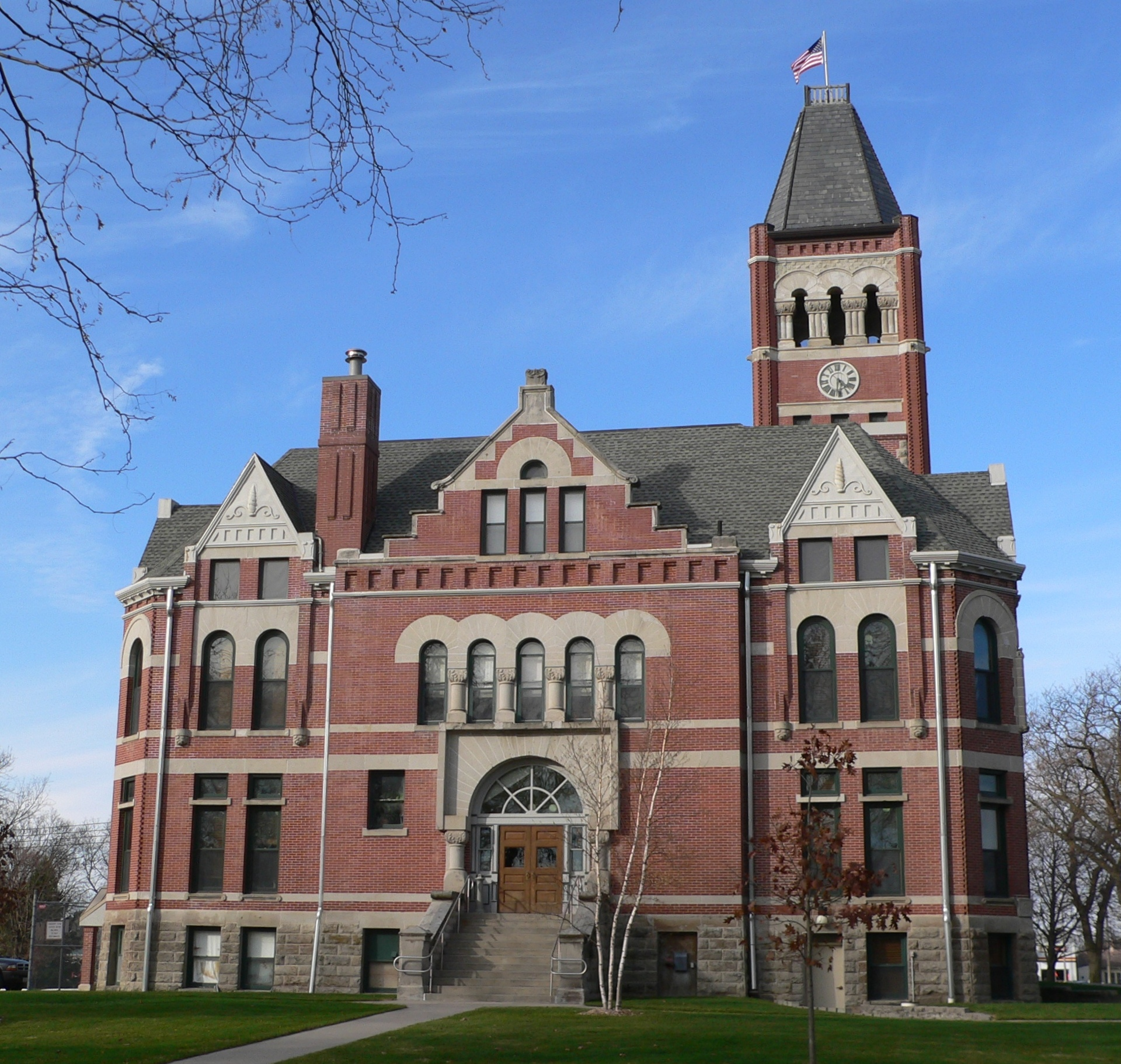
A megyei bíróság épülete, amely a városban található
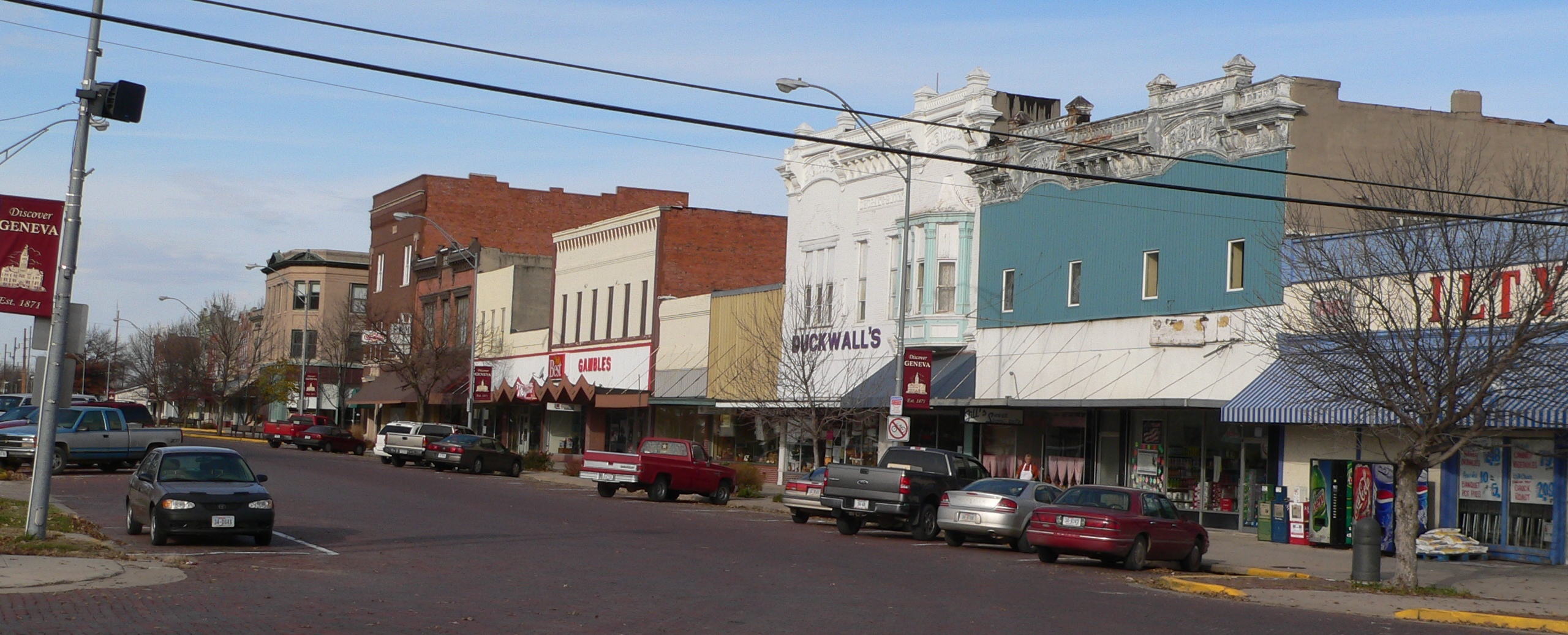
Belváros
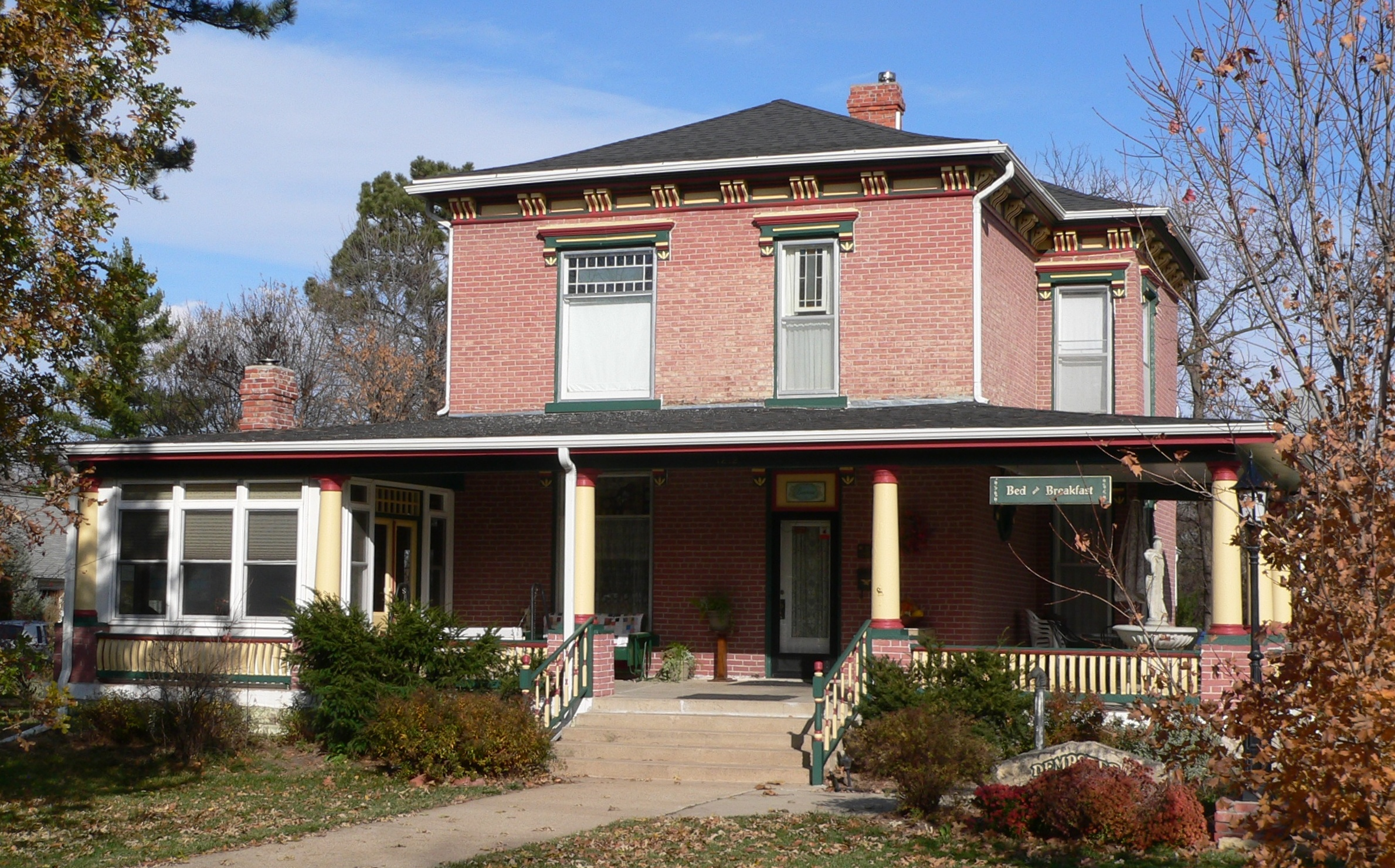
A neoreneszánsz stílusban épült Dempster-Sloan ház

## Fordítás
- Ez a szócikk részben vagy egészben  a   Geneva, Nebraska című angol Wikipédia-szócikk ezen változatának fordításán alapul.  Az eredeti cikk szerkesztőit annak laptörténete sorolja fel. Ez a jelzés csupán a megfogalmazás eredetét és a szerzői jogokat jelzi, nem szolgál a cikkben szereplő információk forrásmegjelöléseként.